# Phạm Phương Thảo (ca sĩ)
Phạm Phương Thảo (tên thật: Phạm Thị Thảo  sinh ngày 18 tháng 1 năm 1982) là ca sĩ người Việt Nam, từng giành được 1 đề cử tại giải Cống hiến. Cô bắt đầu sự nghiệp với Giải 3 dòng nhạc Dân gian tại Sao Mai 2003. Cô được phong danh hiệu Nghệ sĩ ưu tú và Nghệ sĩ nhân dân. Hiện cô là ca sĩ của Nhà hát Ca múa nhạc Việt Nam.

## Tiểu sử
Phạm Phương Thảo sinh ngày 18 tháng 1 năm 1982 tại Nghi Lộc, Nghệ An trong gia đình có 5 anh chị em. Năm 2004 cô gặp và kết hôn với doanh nhân Trần Sỹ Thịnh, năm 2009 họ li hôn.

## Sự nghiệp
Phạm Phương Thảo trưởng thành từ Đoàn ca múa kịch Hương Sen, Nghệ An; năm 1999, cô tham gia cuộc thi "Giọng hát hay Hà Nội" và giành giải Ba chung cuộc. Trong các năm từ 2000 - 2002, Phương Thảo liên tiếp giành được nhiều huy chương vàng tại các hội diễn âm nhạc toàn quốc chuyên nghiệp. Tốt nghiệp Trường cao đẳng Văn hóa nghệ thuật Quân đội, là diễn viên của Nhà hát Ca múa nhạc Việt Nam từ năm 2003.
Năm 2003, nữ ca sĩ đoạt giải Ba cuộc thi Sao Mai phong cách dân gian và giải "Ca sĩ được yêu thích nhất". Năm 2004 cô ra album đầu tay "Một khúc tâm tình" và vol.2 vào năm 2005 với tựa "Cho mẹ, cho em và cho tôi". Cô dự định phát hành vol.3 vào cuối năm 2007 nhưng đã rời lịch sang tháng 3 năm 2008 vì phải chuẩn bị đám cưới. Năm 2008, Phương Thảo ra mắt hai album: vol.3 "Lời ru đất nước" và vol.4 "Mẹ". Năm 2009, album vol.5 "Mơ quê" được sản xuất với sự góp mặt của chồng cô trong 2 MV là "Bài ca thống nhất", "Người đi xây hồ Kẻ Gỗ". Năm 2010, cô sáng tác ca khúc "Gái Nghệ", tác phẩm đầu tay của cô. Tháng 1 năm 2011, cô phát hành album tri ân nhạc sĩ An Thuyên với tựa "Điệu buồn điệu thương".
Năm 2015, Phương Thảo ra mắt bộ album "Chút tình em gửi".
Phạm Phương Thảo là một trong những gương mặt trẻ nhất được phong danh hiệu Nghệ sĩ ưu tú năm 2016. Năm 2017, cô ra mắt bộ album "Tri Ân" vào dịp ngày thuong binh liệt sĩ. Tháng 8 năm 2018, cô phát hành tập thơ Đi hết xuân thì.
Tháng 11 năm 2018, Phương Thảo mở liveshow riêng kỷ niệm 20 năm ca hát với tên gọi Mơ duyên. Đây là liveshow hiếm có đối với dòng nhạc trữ tình, dân gian tại Việt Nam. Chương trình chia làm 3 phần, với những ca khúc gắn liền với tên tuổi của cô và những ca khúc do cô sáng tác.
Tháng 4 năm 2022, cô được vinh danh trong liveshow Con đường âm nhạc do VTV tổ chức. Phạm Phương Thảo là thành viên ban giám khảo dòng nhạc Dân gian của Sao Mai 2019 và Sao Mai 2022.
Năm 2023, cô trở thành Thành viên ban giám khảo của Liên hoan Truyền hình toàn quốc. Cùng năm này, cô được phong tặng danh hiệu Nghệ sĩ nhân dân.

## Tranh cãi về Mơ duyên
Ca khúc "Mơ duyên" được Phương Thảo sáng tác riêng theo đề nghị của hoa hậu Tuyết Nga, sau khi hoàn tất, Phương Thảo đã có lời cảm ơn hoa hậu trên trang cá nhân của mình. Nhưng khi thu âm để phát hành ca khúc này, Phương Thảo nhận thấy giọng hát của Tuyết Nga không phù hợp nên đã trao đổi để xin lại ca khúc và bù đắp bằng một ca khúc khác phù hợp hơn; Tuyết Nga đã đồng ý trả lại.
Trong liveshow Mơ duyên năm 2019, Phương Thảo đã thể hiện ca khúc này và không lâu sau ca sĩ Nguyễn Thu Hằng cho ra mắt MV Mơ duyên. Lúc này Tuyết Nga lên tiếng tố cáo Phương Thảo vi phạm bản quyền, khi sáng tác độc quyền Mơ Duyên cho cô nhưng lại sử dụng để biểu diễn và bán cho người khác. Tuyết Nga cho biết mình đã bỏ ra 40 triệu để đặt hàng ca khúc, nhưng thực tế cô và Phương Thảo chỉ "hợp đồng miệng" với nhau. Bản thân Phương Thảo không độc quyền ca khúc, cũng không thu phí gì từ MV của Thu Hằng. Phương Thảo cũng thuật lại với dự luận về việc thống nhất trả lại ca khúc trước đó với Tuyết Nga, vụ việc sau đó đã lắng xuống.

## Danh sách đĩa nhạc

### Album phòng thu
- Phát hành bởi Thăng Long Audio

| Năm  | Tựa đề                   | Gồm      | Trình tự    | Chú thích |
| ---- | ------------------------ | -------- | ----------- | --------- |
| 2004 | Một Khúc tâm tình        | CD       | Vol.1       | [ 18 ]    |
| 2005 | Cho mẹ, cho em & cho tôi | CD       | Vol.2       | [ 18 ]    |
| 2008 | Lời ru đất nước          | CD       | Vol.3       | [ 18 ]    |
| 2008 | Mẹ                       | CD       | Vol.4       | [ 18 ]    |
| 2009 | Mơ quê                   | CD + DVD | Vol.5       | [ 18 ]    |
| 2010 | Đẹp nhất tên người       | CD       | Vol.6       | [ 19 ]    |
| 2011 | Điệu buồn, điệu thương   | CD       | Vol.7       | [ 19 ]    |
| 2011 | Tơ vương                 | CD       | Vol.8       |           |
| 2012 | Cho em thôi chòng chành  | CD       | Vol.9       | [ 20 ]    |
| 2012 | Gái Nghệ                 | CD       | Vol.10      | [ 21 ]    |
| 2013 | Tình trong câu hát       | CD       | Vol.10 (11) | [ 22 ]    |
| 2015 | Chút tình em gửi         | CD + DVD | Vol.12      |           |
| 2017 | Tri ân                   | CD + DVD |             |           |

## Tác phẩm

### Ấn bản
- 2018: tập thơ Đi hết xuân thì

### Phim
- "Điều không thể mất" (2021)

### MV
- 2014:  Hết đứng lại ngồi
- 2017: Dọc ngang đò tình
- 2019: Có thương nhau thì về (trên chương trình Tác phẩm mới - VTV1)

### Liveshow cá nhân
- Mơ Duyên (2019)

### Sáng tác[23]
- Đất mẹ ngày về
- Cho em thôi chòng chành
- Trăng sáng một mình
- Chàng vinh quy
- Mong manh em
- Mơ duyên
- Gái Nghệ

## Vinh danh

### Giải thưởng
| Năm  | Sự kiện                                      | Kết quả                                | Chú thích                   |
| ---- | -------------------------------------------- | -------------------------------------- | --------------------------- |
| 1999 | Giọng hát hay Hà Nội                         | Giải Ba                                | [ 24 ]                      |
| 2003 | Liên hoan tiếng hát truyền hình toàn quốc    | Gương mặt được khán giả yêu thích nhất | [ 25 ]                      |
| 2003 | Liên hoan tiếng hát truyền hình toàn quốc    | Giải Ba                                | Hạng mục:Dòng nhạc Dân gian |
| 2009 | Hội diễn ca múa nhạc chuyên nghiệp toàn quốc | Huy chương vàng                        | ca khúc Trăng về phố        |

### Vinh danh
- 2022: Con đường âm nhạc Tháng 4.[27]